# Tre Valli Varesine 1980
La Tre Valli Varesine 1980, sessantesima edizione della corsa, si svolse il 25 agosto 1980 su un percorso di 222 km. La vittoria fu appannaggio dell'italiano Giuseppe Saronni, che completò il percorso in 5h20'12", precedendo i connazionali Pierino Gavazzi e Silvano Contini.
Sul traguardo di Cadrezzate 36 ciclisti, sui 98 partiti dalla medesima località, portarono a termine la competizione. 

## Ordine d'arrivo (Top 10)
| Pos. | Corridore           | Squadra              | Tempo    |
| ---- | ------------------- | -------------------- | -------- |
| 1    | Giuseppe Saronni    | Gis Gelati           | 5h20'12" |
| 2    | Pierino Gavazzi     | Magniflex-Olmo       | s.t.     |
| 3    | Silvano Contini     | Bianchi-Piaggio      | s.t.     |
| 4    | Leonardo Mazzantini | Sanson-Campagnolo    | s.t.     |
| 5    | Per Bausager        | Inoxpran             | s.t.     |
| 6    | Glauco Santoni      | Famcucine-Campagnolo | s.t.     |
| 7    | Claudio Corti       | San Giacomo-Benotto  | s.t.     |
| 8    | Serge Parsani       | Bianchi-Piaggio      | s.t.     |
| 9    | George Mount        | San Giacomo-Benotto  | s.t.     |
| 10   | Tullio Bertacco     | San Giacomo-Benotto  | s.t.     |